# Cementerio de Thornhill
El Cementerio de Thornhill (inglés: Thornhill Cemetery) es un gran cementerio y crematorio ubicado en el Thornhill, un suburbio al norte de Cardiff, al sur de Gales en el Reino Unido Se encuentra entre la carretera A469 (Thornhill Road) y de la autopista M4.
El crematorio de Thornhill, fue inaugurado en 1953 y ocupa un terreno de 40 acres (160.000 m²) en el marco del Cementerio Thornhill. El cementerio contiene dos capillas, la Wenallt y la Capilla Briwnant y los Jardines del Recuerdo para la dispersión de los restos cremados. 
Sir Tasker Watkins (1918-2007) fue incinerado aquí. 